# JR貨物UV56A形コンテナ
UV56A形コンテナ（UV56Aがたコンテナ）は、日本貨物鉄道（JR貨物）輸送用として籍を編入している30ft私有コンテナ（通風コンテナ）である。
1993年度より製造された。
形式の数字部位 「 56  」は、コンテナの容積を元に決定される。このコンテナ容積56㎥の算出は、厳密には端数四捨五入計算の為に、内容積55.5 - 56.4㎥の間に属するコンテナが対象となる。
また形式末尾のアルファベット一桁部位 「 A 」は、コンテナの使用用途（主たる目的）が 「 普通品の輸送 」を表す記号として付与されている。